# Lynne Roberts
Lynne Roberts, auch Mary Hart, (* 22. November 1922 in El Paso, Texas als Theda May Roberts; † 1. April 1978 in Sherman Oaks, Kalifornien) war eine US-amerikanische Schauspielerin.

## Leben
Lynne Roberts wurde 1922 in El Paso, im US-Bundesstaat Texas, als Tochter des Buchhalters Hobart M. Roberts und May Holland geboren. 
Roberts war von 1941 bis 1944 mit William Engelbert Jr., mit dem sie einen Sohn hatte, von 1944 bis 1952 mit Louis John Gardella, von 1953 bis 1961 mit Hyman B. Samuels, mit dem sie eine Tochter hatte, und ab 1971 mit dem Profi-Wrestler und Filmschauspieler Don Sebastian verheiratet. 
1936 hatte Roberts in dem Film Bulldog Edition ihren ersten Auftritt. In den Studiounterlagen steht 1919 als Geburtsjahr. 1941 spielte sie mit Sonja Henie und John Payne in Sun Valley Serenade, während sie bei 20th Century-Fox unter Vertrag stand. In der Fernsehserie The Gene Autry Show spielte sie 1950 erstmals eine durchgehende Rolle. 1950 bis 1951 war sie in fünf Folgen der Fernsehserie Stars Over Hollywood im Fernsehen zu sehen. Zuletzt trat sie 1958 schauspielerisch in Erscheinung, ihr Schaffen umfasst rund 90 Produktionen, überwiegend in Western und B-Movies.
Roberts starb infolge eines häuslichen Unfalls.

## Filmografie
- 1936: Bulldog Edition
- 1937: Circus Girl
- 1937: Dangerous Holiday
- 1937: Stella Dallas
- 1937: Heart of the Rockies
- 1937: Mama Runs Wild
- 1938: The Lone Ranger
- 1938: Hollywood Stadium Mystery
- 1938: Call the Mesquiteers
- 1938: The Higgins Family
- 1938: Dick Tracy Returns
- 1938: Billy the Kid lebt (Billy the Kid Returns)
- 1938: Come on, Rangers!
- 1938: Shine on Harvest Moon
- 1939: The Mysterious Miss X
- 1939: Rough Riders’ Round-Up
- 1939: Soldaten Südwärts (Southward Ho)
- 1939: My Wife’s Relatives
- 1939: Pony Express (Frontier Pony Express)
- 1939: Damals in Caliente (In Old Caliente)
- 1939: Should Husbands Work?
- 1939: Everything’s on Ice
- 1940: High School
- 1940: Star Dust
- 1940: The Bride Wore Crutches
- 1940: Street of Memories
- 1940: Romance of the Rio Grande
- 1941: Ride on Vaquero
- 1941: Allotria in Florida (Moon Over Miami)
- 1941: Adoptiertes Glück (Sun Valley Serenade)
- 1941: A Yank in the R.A.F.
- 1941: Last of the Duanes
- 1941: Riders of the Purple Sage
- 1941: Blues in the Night
- 1941: Die merkwürdige Zähmung der Gangsterbraut Sugarpuss (Ball of Fire)
- 1942: Young America
- 1942: The Man in the Trunk
- 1942: Dr. Renault’s Secret
- 1942: Quiet Please: Murder
- 1944: The Ghost That Walks Alone
- 1944: Port of 40 Thieves (The Port of 40 Thieves)
- 1944: My Buddy
- 1944: The Big Bonanza
- 1945: The Phantom Speaks
- 1945: The Chicago Kid
- 1945: Behind City Lights
- 1945: Girls of the Big House
- 1946: Winter Wonderland
- 1946: The Magnificent Rogue
- 1946: Sioux City Sue
- 1946: The Pilgrim Lady
- 1947: That’s My Gal
- 1947: Die Dame und der Cowboy (Saddle Pals)
- 1947: Robin Hood of Texas
- 1948: Madonna of the Desert
- 1948: Lightnin’ in the Forest
- 1948: Secret Service Investigator
- 1948: The Timber Trail
- 1948: Eyes of Texas
- 1948: Sons of Adventure
- 1948: Trouble Preferred
- 1949: A Dangerous Profession
- 1949: Opfer der Unterwelt (D.O.A.)
- 1950: The Great Plane Robbery
- 1950: Dynamite Pass
- 1950: The Gene Autry Show (Fernsehserie, 2 Folgen)
- 1950: The Blazing Sun
- 1950: Call of the Klondike
- 1950: Hunt the Man Down
- 1950–1951: Stars Over Hollywood (Fernsehserie, 5 Folgen)
- 1951: Hollywood Opening Night (Fernsehserie, 3 Folgen)
- 1951: Racket Squad (Fernsehserie, Folge 2x15)
- 1951–1952: Kleine Spiele aus Übersee (Fireside Theater, Fernsehserie, 3 Folgen)
- 1952: The Schaefer Century Theatre (Fernsehserie, Folge 1x04)
- 1952: Gruen Guild Playhouse (Fernsehserie, 2 Folgen)
- 1952: Aus Liebe zu Dir (Because of You)
- 1952: The Cases of Eddie Drake (Fernsehserie, 3 Folgen)
- 1952: Flucht vor dem Feuer (The Blazing Forest)
- 1952: Dangerous Assignment (Fernsehserie, 2 Folgen)
- 1952–1953: Chevron Theatre (Fernsehserie, 4 Folgen)
- 1953: Port Sinister
- 1953: Big Town (Fernsehserie, Folge 3x33)
- 1953: I Am the Law (I’m the Law, Fernsehserie, Folge 1x19)
- 1953: Mr. & Mrs. North (Fernsehserie, Folge 1x39)
- 1954: The Pepsi-Cola Playhouse (Fernsehserie, 2 Folgen)
- 1954: Biff Baker, USA (Fernsehserie, Folge 1x22)
- 1955: Wyatt Earp greift ein (The Life and Legend of Wyatt Earp, Fernsehserie, Folge 1x11)
- 1955: The Adventures of Ellery Queen (Fernsehserie, Folge 5x10)
- 1958: Kinder der Straße (Violent Playground)